# 2003 en numismatique
Chronologie de la numismatique
- 2002 en numismatique - 2003 en numismatique - 2004 en numismatique

Cet article présente les faits marquants de l'année 2003 en numismatique.

## Principaux événements numismatiques de l'année 2003

### Par dates

#### Janvier
- 2 janvier 2003 : 
  -  États-Unis : émission de la pièce de l'Illinois de la série de 1/4 de dollar des 50 États.

#### Mars
- 17 mars 2003 : 
  -  États-Unis : émission de la pièce de l'Alabama de la série de 1/4 de dollar des 50 États.

#### Juin
- 2 juin 2003 : 
  -  États-Unis : émission de la pièce du Maine de la série de 1/4 de dollar des 50 États.

#### Août
- 2 juin 2003 : 
  -  États-Unis : émission de la pièce du Missouri de la série de 1/4 de dollar des 50 États.

#### Octobre
- 20 octobre 2003 : 
  -  États-Unis : émission de la pièce de l'Arkansas de la série de 1/4 de dollar des 50 États.

#### Année
- Liste des pièces de collection françaises en euro (2003)